# Mario Marcel Salas
Mario Marcel Salas (né le 30 juillet 1949 à San Antonio) est un écrivain américain militant pour les droits civiques.

## Études et famille
Il obtient son baccalauréat à la Phyllis Wheatley High School. Il rejoint ensuite le San Antonio College et y obtient des diplômes en sciences de l'ingénieur et arts libéraux, puis son Bachelor of Arts en anglais de l'Université du Texas à San Antonio (UTSA) en 1987. Il épouse Edwina Lacy, de Chicago, le 9 juillet 1988, avec qui ils auront deux filles Elena Patrice et Angela Christine.